# Ziemia gromadzi prochy

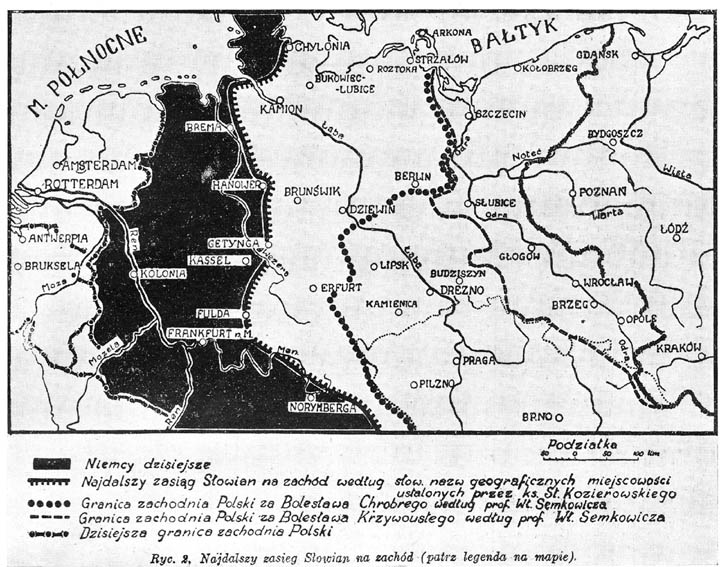
Mapa z książki, ukazująca jemu współczesną jak i historycznie zachodnie pogranicze Polski oraz dawny zasięg Słowian na zachodzie, w tym duże obszary Niemiec i Czechosłowacji z spolonizowanymi nazwami miejscowości

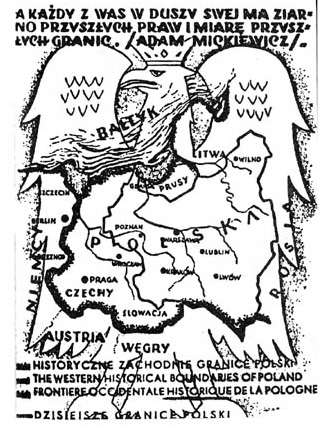
Mapa z książki, II Rzeczpospolita oraz dawne zachodnio-południowe pogranicze

Ziemia gromadzi prochy – książka opisująca w formie reportażu dwie podróże Józefa Kisielewskiego po Niemczech w roku 1937 oraz lipcu 1938 roku. 

## Treść
Zadaniem książki było zapoznanie czytelnika polskiego z warunkami panującymi w Niemczech rządzonych przez narodowych socjalistów z uwzględnieniem sytuacji Słowian na Pomorzu i Meklemburgii. Książka jest zarysem historyczno-etnograficznym tych terenów oraz opisuje zmianę warunków życia społeczeństwa niemieckiego pod rządami Adolfa Hitlera. Jest ważną pozycją dokumentującą stosunki polsko-niemieckie w przededniu II Wojny Światowej.  Wydana po raz pierwszy w 1938 roku w Poznaniu, nakładem księgarni św. Wojciecha. Książka doczekała się wielu reprintów oraz wydań zagranicznych. W roku 1941 wydano ją trzykrotnie w Londynie, Edynburgu i Glasgow. W wersji skróconej została opublikowana konspiracyjnie w Warszawie w 1943 roku. Najnowszego reprintu z oryginału dokonał Instytut Wydawniczy PAX w 1990 roku.
Sam autor przyznaje we wstępie : Chciałem napisać książkę o dzisiejszych Niemczech, powstała zaś praca o sprawach Słowiańszczyzy. W pracy tej Józef Kisielewski podejmuje temat przemocy jaka zagraża Słowiańszczyźnie ze strony Niemiec. Agresywność postawy niemieckiego narodu wobec mniejszości słowiańskich w granicach III Rzeszy przeciwstawia bierności państw demokratycznych oraz doradza polskiemu czytelnikowi przygotowanie się na najgorsze, dedykując swoją pracę żołnierzowi polskiemu. Określa rolę Polski w tym czasie, której zadaniem jest przeciwstawić się choćby samotnie niemieckiej polityce ekspansji na wschód. 
Książka zawiera szereg faktów archeologicznych obrazujących zasięg historyczny Słowiańszczyzny aż po Morze Północne oraz Ren. Podaje relikty etnograficzne oraz lingwistyczne słowiańskiej bytności na terenach Pomorza Przedniego oraz Meklemburgii. Analizując dostępne ówcześnie fakty archeologiczne i dokumenty podaje także w wątpliwość historyczną datę lokacji Berlina jako osady niemieckiej obchodzącej w 1937 roku 700-lecie swojego istnienia.